# نرم‌افزار مالکیتی

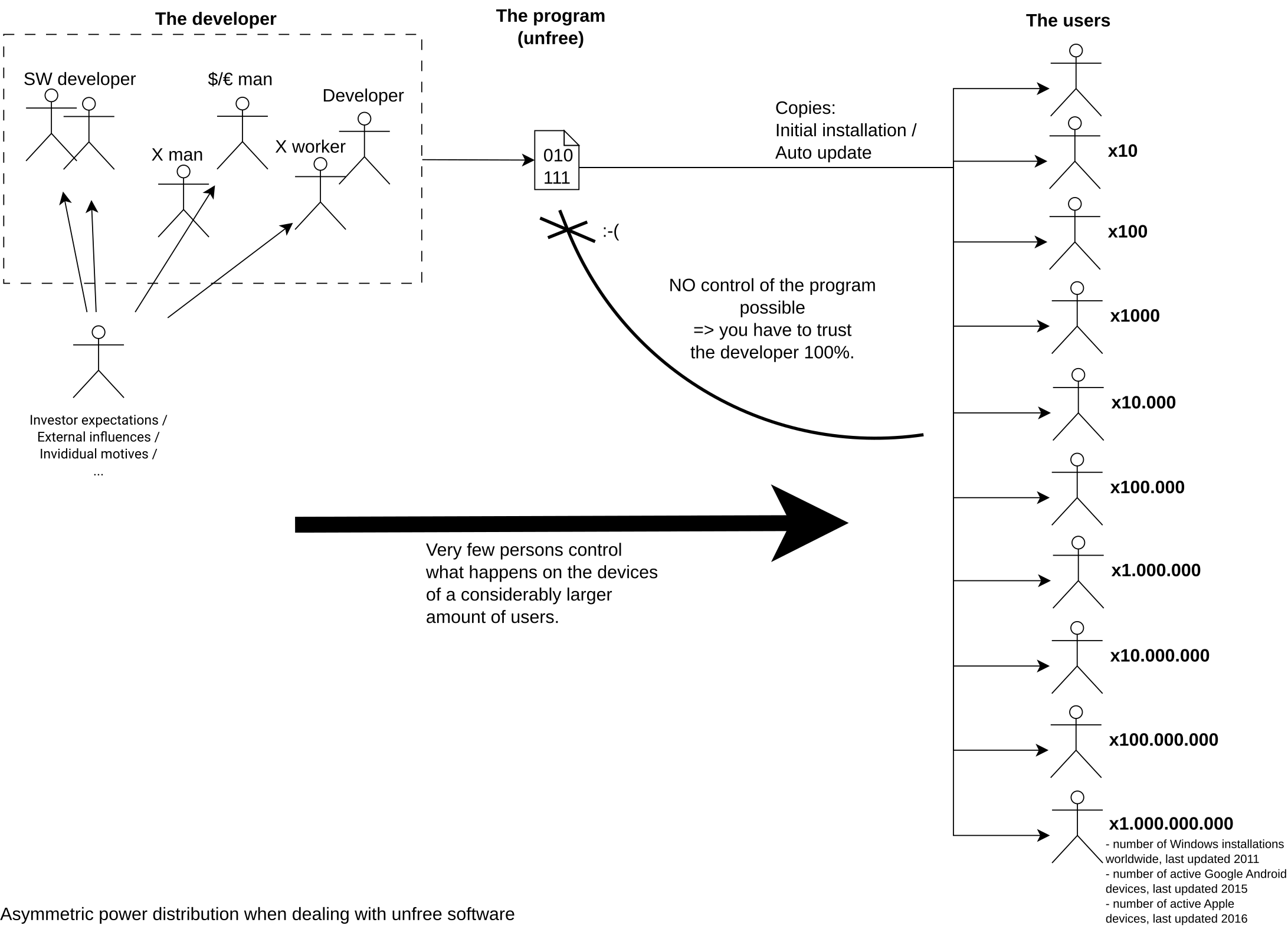
نرم‌افزار مالکیتی

نرم‌افزار مالکیتی یا نرم‌افزار انحصاری (به انگلیسی: Proprietary software) نرم‌افزاری است که در مالکیت انحصاری توسعه‌دهندگان و توزیع کنندگان آن قرار دارد و مطابق با موافقت‌نامه‌های نرم‌افزاری نمی‌توان آن‌ها را تکثیر و توزیع کرد.
در این نرم‌افزارها نمی‌توان مانند نرم‌افزارهای متن‌باز به کد مبدأ دسترسی داشت. محدودیت‌هایی که برای این دسته از نرم‌افزارها وجود دارد معمولاً توسط ناشران آن‌ها در موافقت‌نامهٔ مجوز نرم‌افزار (End user license agreement) بیان می‌شود که شرط استفاده از این نرم‌افزارها منوط به پذیرش این موافقت‌نامه است.